# Каппес, Алоизий Николаевич
Алоизий Николаевич Каппес (1885, Новоузенский уезд, Самарская губерния — 1 ноября 1937, Сандармох, Карельская АССР) — католический священник.

## Биография
Родился в семье немцев-колонистов. Окончил католическую Саратовскую духовную семинарию. С 1909 года — священник. С 1911 года — настоятель прихода в селе Мариенберг, с 1914 года — в селе Мариенфельд. В 1922 году выезжал в Германию для сбора средств для помощи немецким католикам Поволжья. По возвращении был настоятелем прихода в селе Йозефсталь, в 1924 году вновь выехал за границу. Жил в Германии, где работал в благотворительных организациях и был корреспондентом одной из газет, посетил Рим, некоторое время провёл в Аргентине.
В 1928 году вернулся в СССР, служил в приходе в городе Камышине, посещал германское посольство в Москве, обсуждая вопрос о возможности эмиграции немецких католических священников в Германию. В январе 1930 года, после начала арестов духовенства и мирян, перешёл на нелегальное положение и был арестован в Харькове только 14 июля 1930 года. Был одним из основных обвиняемых по групповому делу немецкого католического духовенства. 20 апреля 1931 года приговорён к расстрелу с заменой на 10 лет лишения свободы.
В 1931—1937 годах отбывал наказание в Соловецком лагере особого назначения. Содержался в заключении вместе с другими католическими священниками, в том числе с Петром Вейгелем. Начальник лагеря в 1937 году характеризовал Каппеса как «открытого врага Советской власти», который сгруппировал вокруг себя заключённых в лагере ксендзов, устраивает нелегальные богослужения и «систематически занимается злостной к-р агитацией».
В 1937 году, как и Пётр Вейгель, был переведён на тюремный режим. 14 октября 1937 года приговорён к расстрелу, 1 ноября 1937 расстрелян в урочище Сандормох под Медвежьегорском.